# ТД Гардън
„ТД Гардън“ е спортна арена, намираща се в квартала North End в Бостън, Масачузетс, САЩ.
Името на съоръжението идва от главния му спонсор, банката „ТД Банкнорт“, но понякога просто се нарича „The Garden“ или „Boston Garden“.
Арената е дом на Бостън Селтикс и Бостън Бруинс.
|  | Тази страница частично или изцяло представлява превод на страницата TD Garden в Уикипедия на английски. Оригиналният текст, както и този превод, са защитени от Лиценза „Криейтив Комънс – Признание – Споделяне на споделеното“, а за съдържание, създадено преди юни 2009 година – от Лиценза за свободна документация на ГНУ. Прегледайте историята на редакциите на оригиналната страница, както и на преводната страница, за да видите списъка на съавторите. ВАЖНО: Този шаблон се отнася единствено до авторските права върху съдържанието на статията. Добавянето му не отменя изискването да се посочват конкретни източници на твърденията, които да бъдат благонадеждни. |